# Cattedrale di San Salvatore (Vienna)
La chiesa (o cappella) di San Salvatore è un edificio religioso situato nel complesso del vecchio municipio e passata alla Chiesa vetero-cattolica nel 1871. Da quel momento ha svolto anche la funzione di cappella del municipio.
La cappella fu costruita alla fine del XIII secolo, ma la sua consacrazione principale fu effettuata solo nel 1361. Il pulpito fu finanziato da donazioni dei fedeli nel 1765. Nell tempo, la cappella fu ricostruita più volte. Durante la seconda guerra mondiale, la chiesa fu completamente demolita. All'ingresso della cappella, dalla Salvatorgasse, è visibile dalla strada uno dei pochi portali rinascimentali rimasti a Vienna.

## Letteratura
- Alois Groppenberger von Bergenstamm: Ursprung und Geschichte der Kirche St. Salvator nächst dem Rathaus der k.k. Haupt- und Residenzstadt Wien, Joseph Tendler, Wien 1812 (Online-Version)